# Somatem
Somatem fut une filiale de Schindler SA. Elle a fusionné avec cette dernière au 1er avril 2012.

## Accidents
En 2011, la Somatem est impliquée dans une affaire d'accident d’ascenseur parisien dans une HLM du 11e arrondissement. La société gérant l'immeuble, Paris Habitat, a l'intention de porter plainte contre la Somatem.